# جیمز سینه‌گال

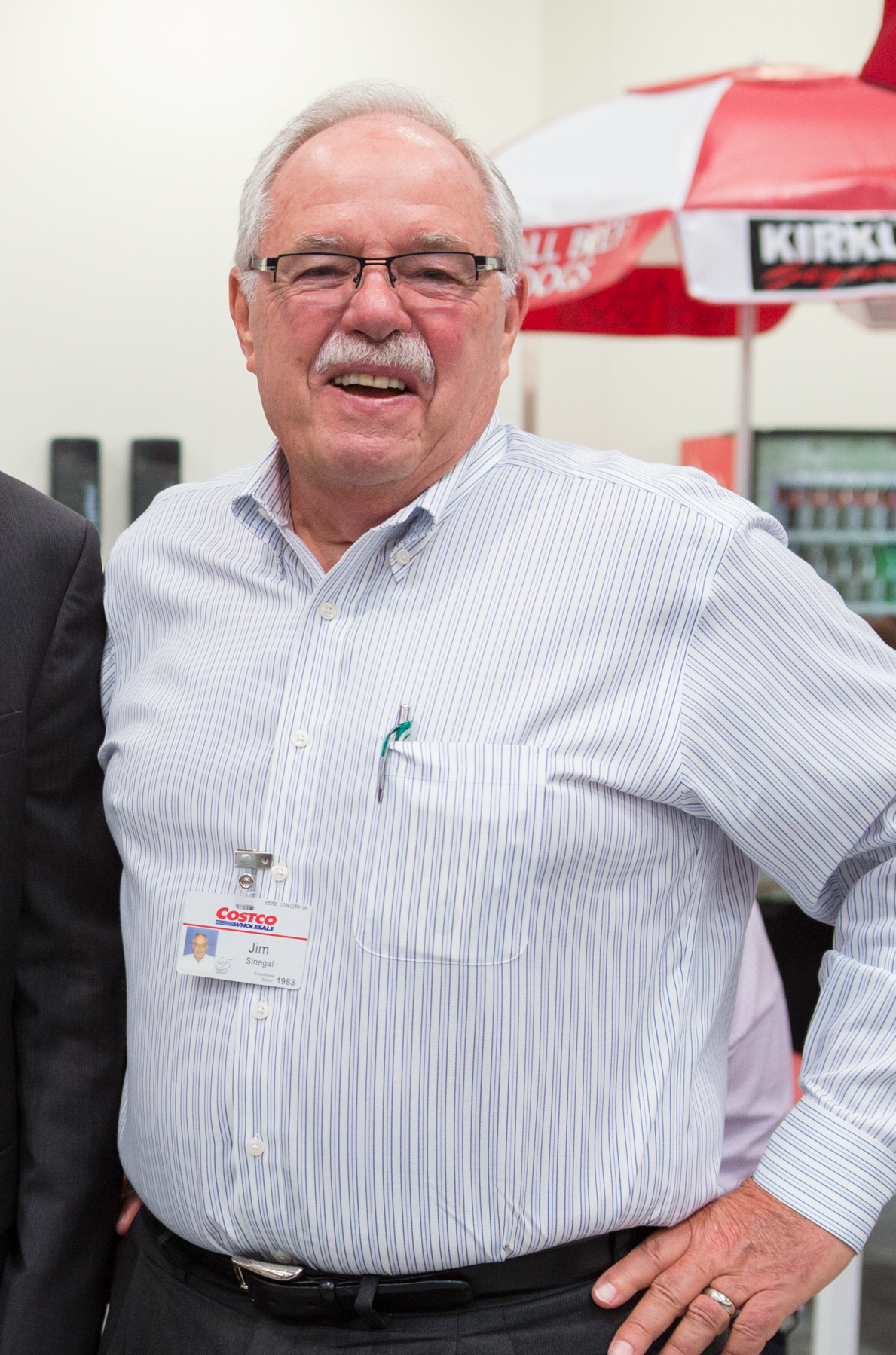
جیمز سینه‌گال ۲۰۱۳ میلادی

جیمز سینه‌گال، (به انگلیسی: James Sinegal) (زاده ۱ ژانویه ۱۹۳۶) کارآفرین، بازرگان و مدیر ارشد اجرایی آمریکایی است، که در سال ۱۹۸۳ شرکت کاستکو را بنیان نهاد.